# Pierrefeu-du-Var
 Pierrefeu-du-Var  es una población y comuna francesa, que se encuentra en la región de Provenza-Alpes-Costa Azul, departamento de Var, en el distrito de Toulon y cantón de Cuers.

## Demografía
| 3767 | 3951 | 3872 | 3983 | 4040 | 4348 |
| Para los censos de 1962 a 1999 la población legal corresponde a la población sin duplicidades (Fuente: INSEE [Consultar]) |      |      |      |      |      |